# Astor Birra
Astor Birra es una marca de cerveza artesanal argentina que se elabora en la ciudad de La Plata desde el año 2012.Ha recibido numerosos premios en certámenes internacionales.

## Etimología
El nombre de la cerveza surge en honor a Astor Piazzola, músico de tango de origen marplatense cuya música, biografía y sonoridad de su nombre sirvieron de inspiración a los dueños de la marca.

## Historia

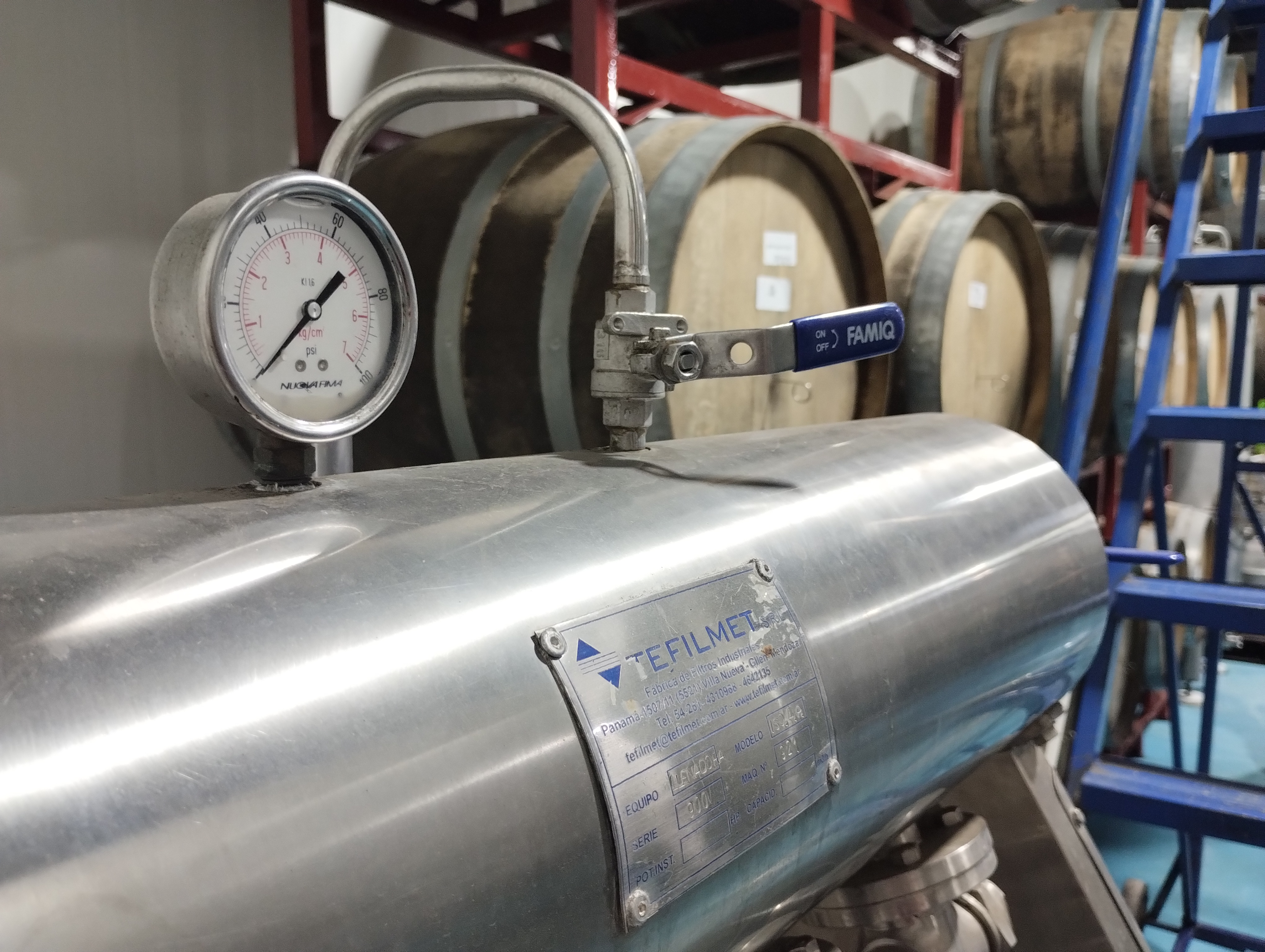
Fábrica de Astor Birra en Tolosa.

La cerveza Astor Birra fue creada por tres amigos estudiantes universitarios que fundaron el emprendimiento cervecero, inicialmente como un hobbie, pero con el tiempo lograron consolidar la marca como negocio y posicionarse en el mercado de la ciudad de La Plata. Éste fue creciendo con los años, y participando en diversos concursos, primero a nivel artesanal y casero, donde lograron distintos tipos de reconocimiento y medallas. 

### Premios
En el año 2021 obtuvieron el primer premio a la mejor cervecería del país, otorgado en la Copa Argentina de Cervezas, compitiendo contra unas 300 cervecerías y más de mil muestras.
A nivel internacional, se alzaron con el primer premio en la Copa de Cervezas de América realizada en Santiago de Chile en el año 2018. También ganaron diversos certámenes internacionales en Brasil y Alemania.
En el año 2022 participaron de la Copa Mundial de Cerveza (en inglés: World Beer Cup) que se realizó en la ciudad norteamericana de Minneapolis. Esta es la competencia más importante a nivel mundial, en la que participaron unos 57 países. Allí ganaron la medalla de plata en la categoría "Wood and Barrel aged sour" que corresponde a las cervezas ácidas maduradas en barrica. En ese concurso Astor Birra compitió con la variedad Sud-Aka, un cerveza que se caracteriza por la acidez y bajo nivel de alcohol.El nombre es, a su vez, un juego de palabras con el término sudaca. De esta forma, se convirtieron en la primera marca de cerveza artesanal de la Argentina en obtener una medalla en esta Copa Mundial.

## Fábrica
La fábrica de la cerveza se ubica en la localidad de Tolosa, donde cuenta también con un local de expendio y comida. Allí trabaja un plantel de 10 personas. La producción se vende principalmente en los alrededores de la ciudad de La Plata, así como otras localidades de la Argentina.